# Луцька брама (Дубно)
Луцька брама — пам'ятка оборонної архітектури в місті Дубно по вулиці Данила Галицького 32. Зведена при старому гостинці на Луцьк, відігравала роль центральної ланки в оборонній системі міста.
Рідкісний зразок оборонної споруди — барбакана, що ніде в Україні, крім Волині, не зустрічається. Схожа до інших робіт архітектора Якуба Мадлайна — Луцької і Татарської брам у Острозі.

## Історія і архітектура
24 квітня 1623 року князь Олександр Заславський уклав контракт з архітектором Якубом Мадлайном на будівництво Луцької брами. Зведено її ймовірно за один будівельний сезон, принаймні станом на жовтень брама ще не була добудована. За договором князь зобов'язувався надати потрібну кількість цегли, каменю, вапна і «татар до роботи». Постала брама є подібною до інших відомих споруд архітектора — Луцької і Татарської брам в Острозі. Була включена до оборонної системи Дубна від заходу. Поєднувалася з земляним валом. Комунікаційний шлях пролягав підйомним мостом, перекинутим над ровом з водою, через арочний проїзд влаштований на першому поверсі брами. Мала двоярусні пивниці, з яких підземний хід вів до замку.
В 1785 році браму перебудовано. Можливо розібраний аттик, надбудований третій поверх, замість бійниць пробито віконні прорізи. Здійснено перепланування інтер'єру. Аналіз архітектурних елементів, що з'явилися після перебудови (рустування, обеліск), дає підстави вважати за автора змін архітектора Домініка Мерліні, який під ту пору був заанґажований до перебудови Дубенського замку.
Наприкінці 18 століття у брамі збиралася масонська ложа «Досконала таємниця» (від 1784 Велика ложа волинської провінції) під керівництвом Великого майстра Михайла Любомирського. Від брами походить назва колишнього дубенського передмістя — Забрама.
Протягом 1942-1944 років німецькі окупанти використовували Луцьку браму як місце ув'язнення місцевої інтелігенції, заможних підприємців та підозрюваних у співпраці з Українською повстанською армією.